# فيروز أباد (حومة دامغان)
فیروز أباد (بالفارسية: فیروزآباد) هي مستوطنة تقع في إيران في منطقة مركزية ريفية. يقدر عدد سكانها بـ 417 نسمة بحسب إحصاء 2016.